# Station Hillegom
Station Hillegom is een spoorwegstation bij het Zuid-Hollandse Hillegom aan de spoorlijn Amsterdam - Haarlem - Rotterdam (Oude Lijn).

## Geschiedenis

### Oude station
Het eerste station van Hillegom was de halte Veenenburg, die al in 1842 werd geopend. Dit station lag erg ver uit de dorpskern en werd daarom in 1896 gesloten, waarna het vervangen werd door tijdelijke haltes aan de Hillegommerbeek, de Loosterweg en de Doodweg (de huidige Nieuweweg). Men dacht enkele jaren na over de locatie van een nieuw permanent station, waar behalve voor het personenvervoer ook een belangrijke rol als goederenstation voor de lokale bloembollenhandel werd voorzien. 
In 1898 werd gekozen voor de locatie aan de 2e Loosterweg, waarna de bouw startte. Er werd tussen de beide sporen van de lijn een eilandperron aangelegd, en aan de westzijde een goederenloods met spooremplacement. De wachtruimten en het stonden onder een grote kap op het eilandperron, waar ook een toiletgebouw aanwezig was. Het station opende op 1 mei 1900.
In 1910 werd tegenover de goederenloods een huis voor de stationschef gebouwd. In de oorlogsjaren werd het station gebruikt voor goederentransporten van de Duitse bezetter, waardoor het een doelwit voor geallieerde bombardementen werd. Bij het uitbreken van de spoorwegstaking op 17 september 1944 werd het station gesloten. Nog voor het einde van de oorlog werd de grote overkapping verwijderd. Na 1945 kwam het station niet meer in de reguliere dienstregeling terug. Tot in de jaren 50 stopten er in het voorjaar nog wel enkele treinen voor toeristen die de bloeiende bloembollenvelden kwamen bezichtigen en reed er een jaarlijkse bedevaartstrein naar Onze Lieve Vrouwe ter Nood in Heiloo. De gebouwen op het perron werden in 1965 afgebroken, het perron zelf werd begin jaren 70 opgebroken.

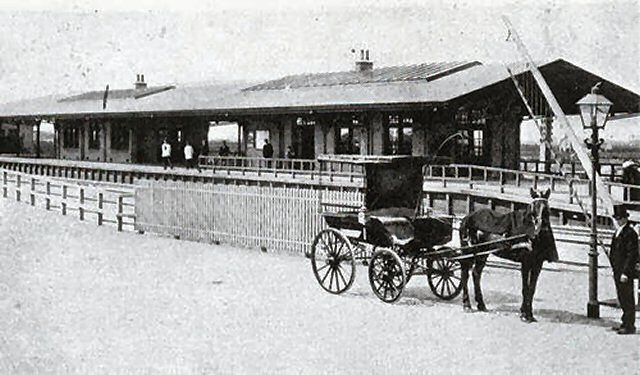
Station Hillegom rond 1900

### Goederenstation
Het goederenstation bleef nog tot in de jaren 80 in gebruik voor het transport van bollen en landbouwwerktuigen per spoor. Op 3 juni 1984 werd het goederenstation echter ook gesloten bij een grote bezuinigingsoperatie van de NS op het goederenvervoer. In de laatste jaren werden nog maar enkele goederenwagons per dag gelost en geladen, waardoor het station niet meer rendabel was.  Nadat het emplacement was gesloten en de opstelsporen waren opgebroken, resteerden alleen nog de oude loods en kantoor van het goederenstation en het huis van de stationschef. Bij de zware storm van 25 januari 1990 werd het dak van de loods afgeblazen, waarna het gebouw met het aanpalende kantoor werden gesloopt. Het huis van de stationschef is het laatste restant van het oude Station Hillegom. Dit is tegenwoordig een gemeentelijk monument.

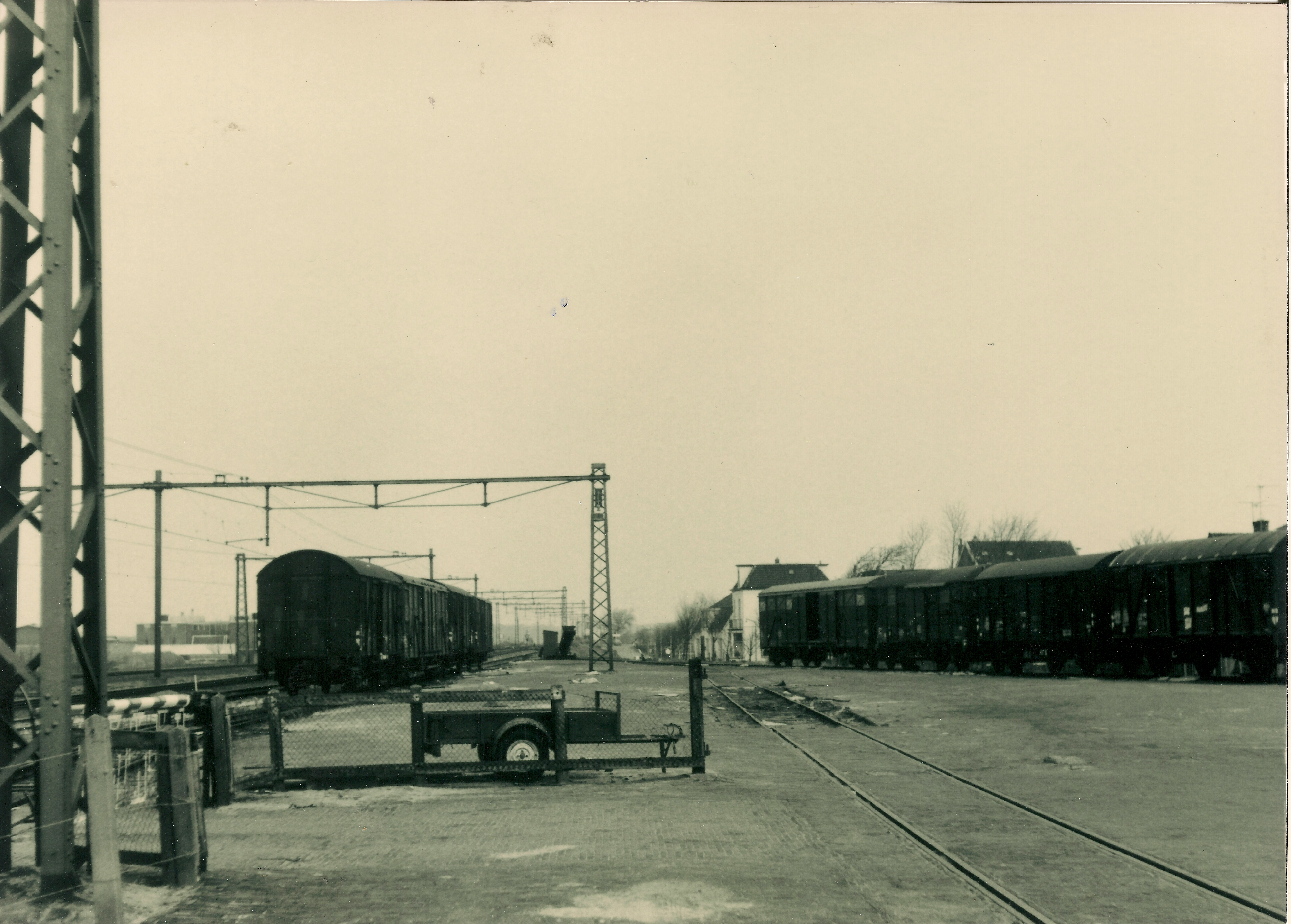
Opstelsporen voor goederentreinen, 1971

### Huidig station
Rond 1990 gaf de NS aan dat de Bollenstreekhaltes Hillegom en Voorhout heropend konden worden. Hierop volgde een jarenlange discussie tussen de gemeente, bewoners en de NS voordat in het najaar van 1997 definitief besloten om het station Hillegom weer voor personenvervoer open te stellen. Oorspronkelijk zou het station in juni 1998 openen, maar de bouw werd vertraagd en er werd pas in september 1999 gestart.
Het nieuwe station Hillegom werd op dezelfde locatie gebouwd als het oude, waardoor ook dit een eilandstation is. De rails was na het opbreken van het eilandperron altijd op dezelfde plaats blijven liggen, waardoor het eenvoudig was om het nieuwe station op dezelfde plaats te bouwen, de rails hoefden immers niet verlegd te worden. Het eilandperron is via een grote loopbrug met liften bereikbaar. Een loket werd niet gebouwd, passagiers zijn aangewezen op de kaartautomaten. Op 28 mei 2000 werd het nieuwe station geopend. In 2003 is er de 4,5 meter hoge bronzen sculptuur "Landschap en Herinnering" van de beeldhouwer Walter van der Horst geplaatst.

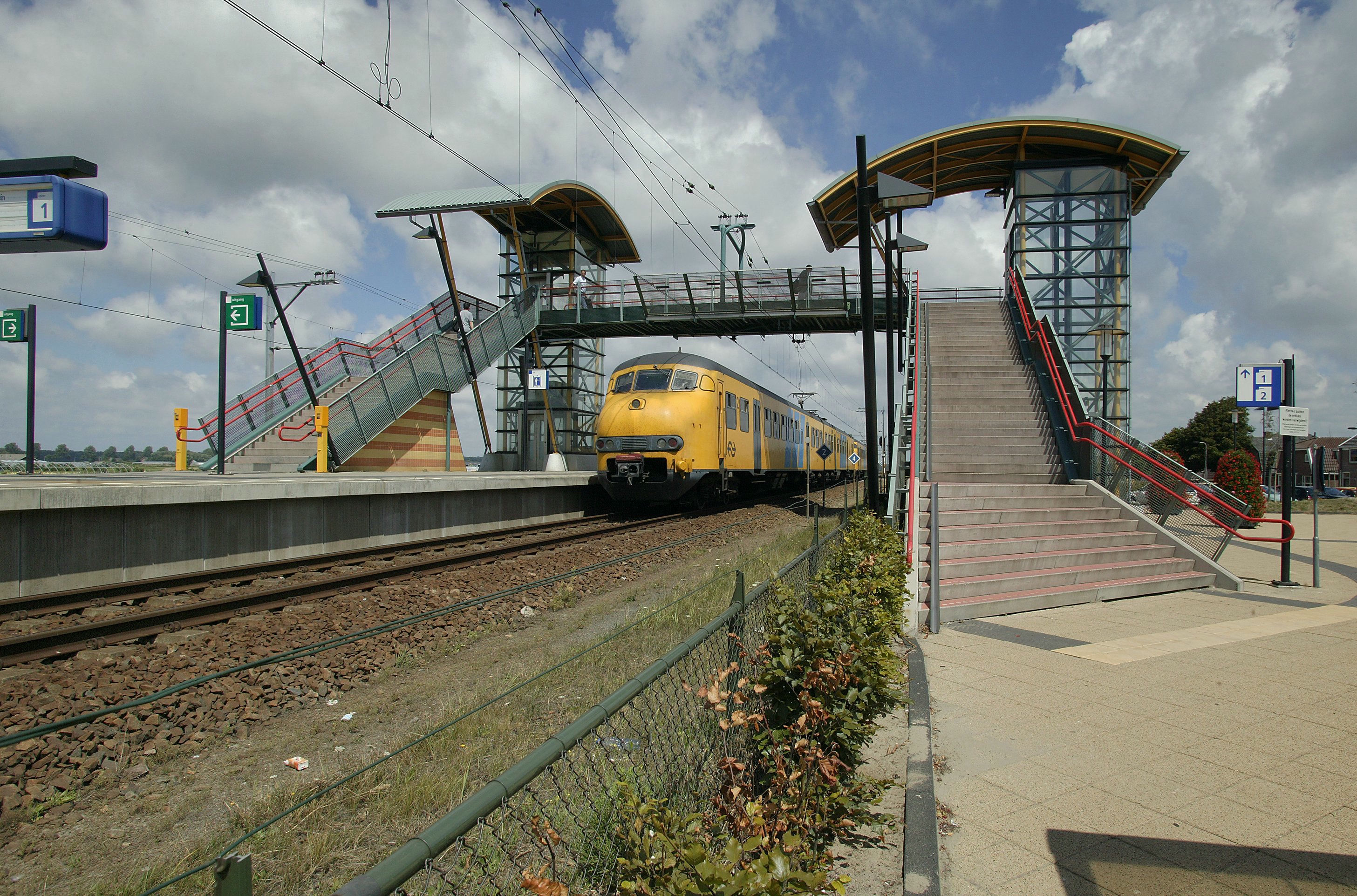
Station Hillegom in 2004

## Treinen
Het station wordt in de dienstregeling 2025 door de volgende treinserie bediend:
| Serie | Treinsoort    | Route                                                                              | Bijzonderheden                                                                        |
| ----- | ------------- | ---------------------------------------------------------------------------------- | ------------------------------------------------------------------------------------- |
| 6300  | Sprinter (NS) | (Den Haag Centraal – ) Leiden Centraal – Hillegom – Heemstede-Aerdenhout – Haarlem | Rijdt na 20:00 uur en op vrijdag en in het weekend tussen Leiden Centraal en Haarlem. |

In de avonduren rijdt er 1 sprinter van 01.12 uur door naar Den Haag Hollands Spoor. De sprinters rijden vanaf 20.00 uur en in het hele weekend niet verder dan Leiden Centraal. Echter bij werkzaamheden tussen Leiden en Schiphol rijden de sprinters zowel in de avonduren als in het weekend door naar Den Haag Centraal. Als de sprinter uitvalt dan stopt altijd de intercity Amsterdam - Vlissingen op het station.

## Spoorindeling
| Spoor | Spoorlijn                       | Richting                        |
| ----- | ------------------------------- | ------------------------------- |
| 1     | Spoorlijn Amsterdam - Rotterdam | Haarlem, Amsterdam Centraal     |
| 2     | Spoorlijn Amsterdam - Rotterdam | Den Haag HS, Rotterdam Centraal |

## Buslijnen
De volgende buslijn stopt op station Hillegom:
- Lijn 22: Leiden CS - Oegstgeest - Valkenburg - Katwijk aan den Rijn - Noordwijk - Noordwijkerhout - De Zilk - Station Hillegom - Beinsdorp - Station Nieuw Vennep

## Ontwikkeling aantal reizigers
Het aantal door NS vervoerde reizigers (per gemiddelde werkdag) ontwikkelde zich sedert 2019 als volgt:
| Jaar | Aantal reizigers |
| ---- | ---------------- |
| 2019 | 2.555            |
| 2020 | 1.149            |
| 2021 | 1.300            |
| 2022 | 1.790            |
| 2023 | 2.059            |
| 2024 | 2.088            |

## Afbeeldingen

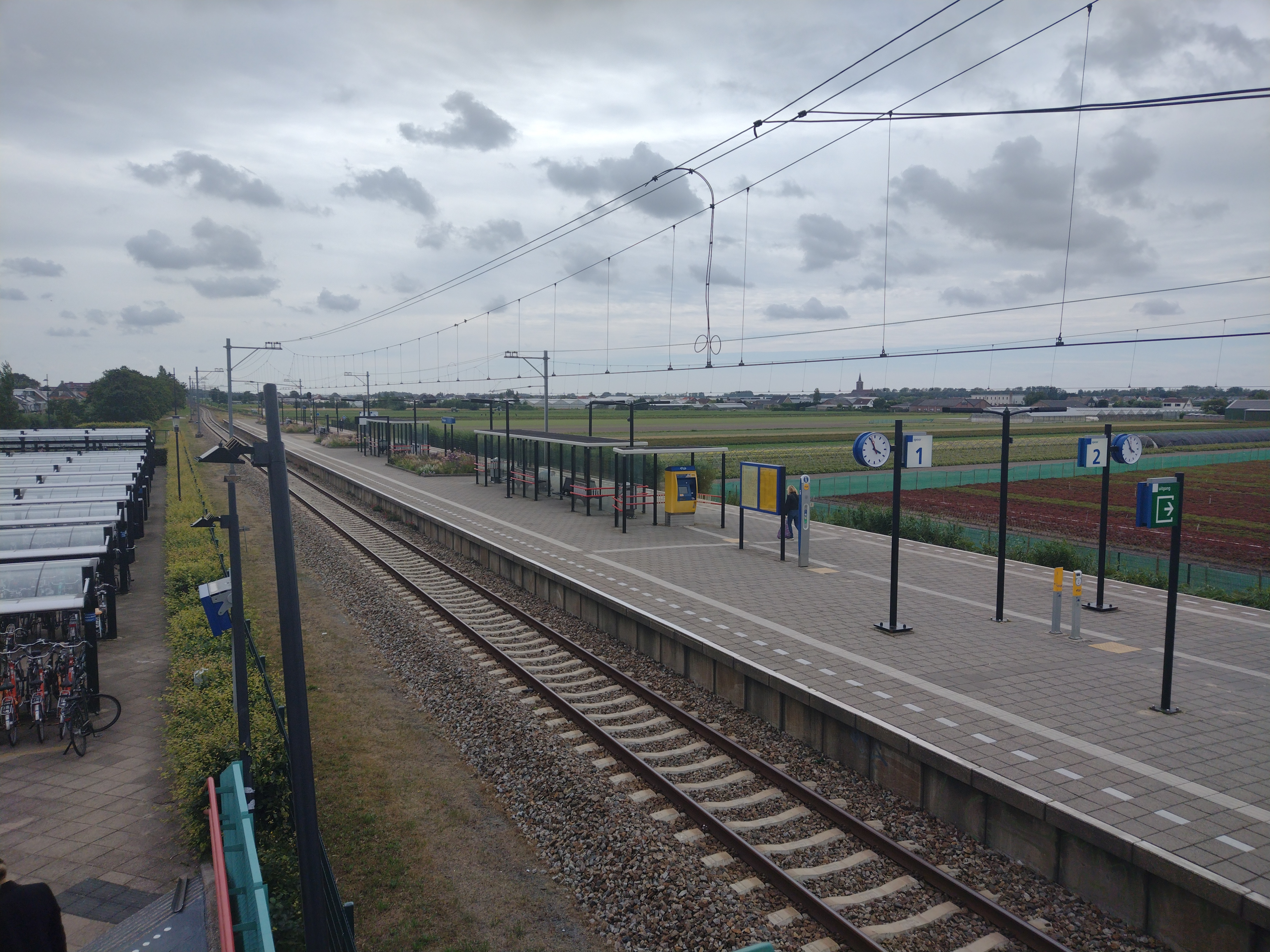
Het station gezien vanaf de loopbrug.
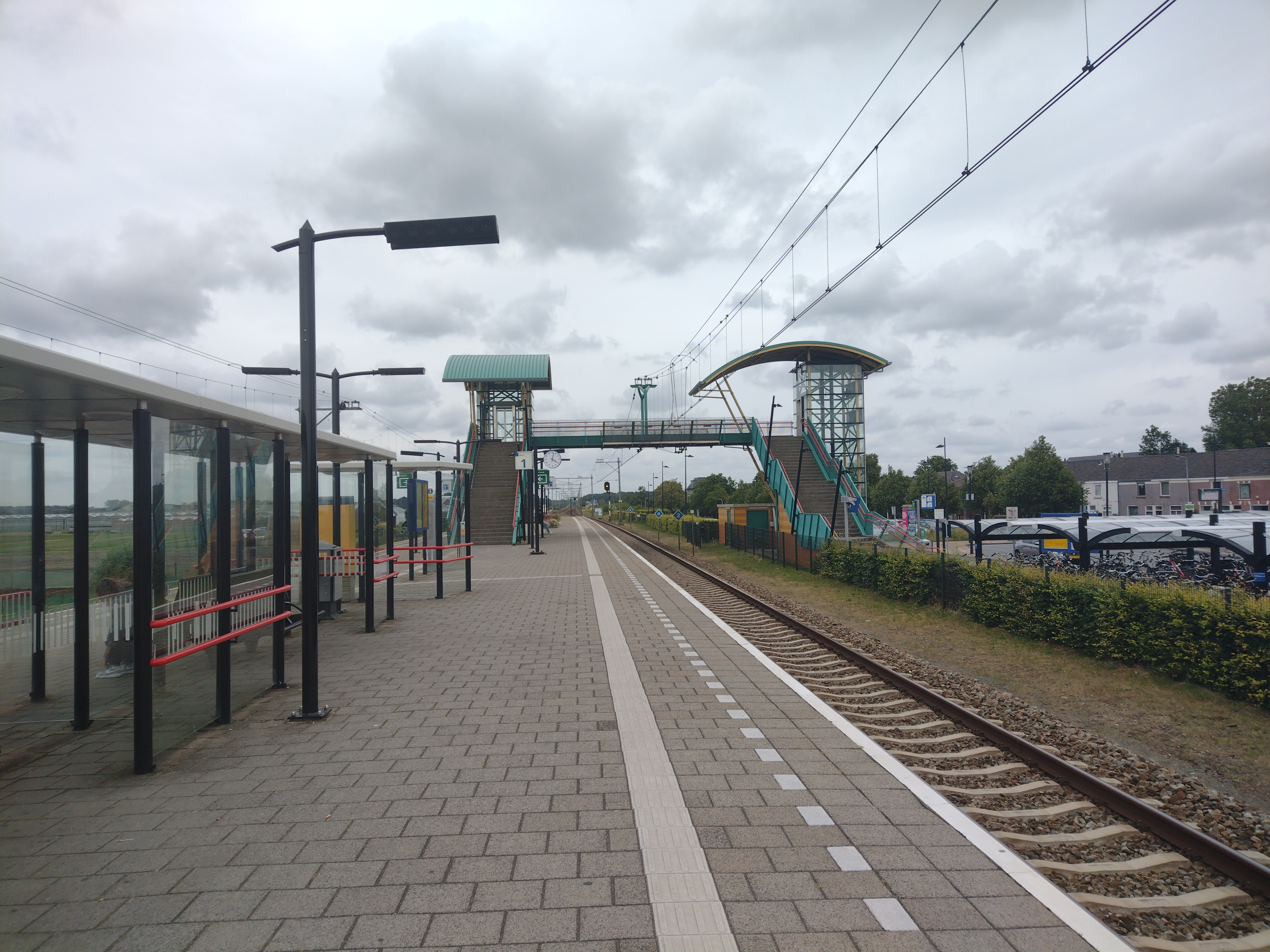
Het perron en de loopbrug.
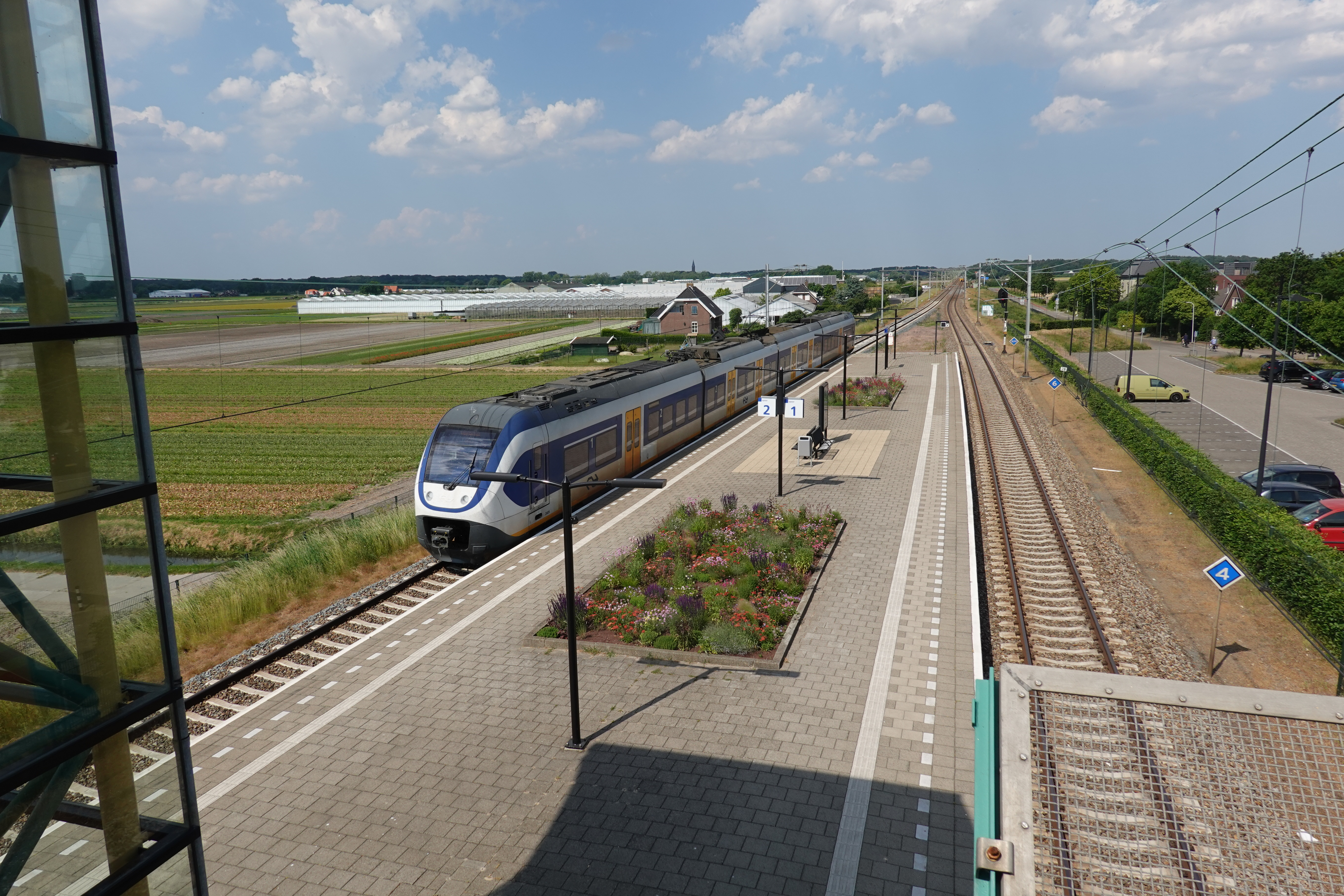
Een binnenrijdende sprinter.
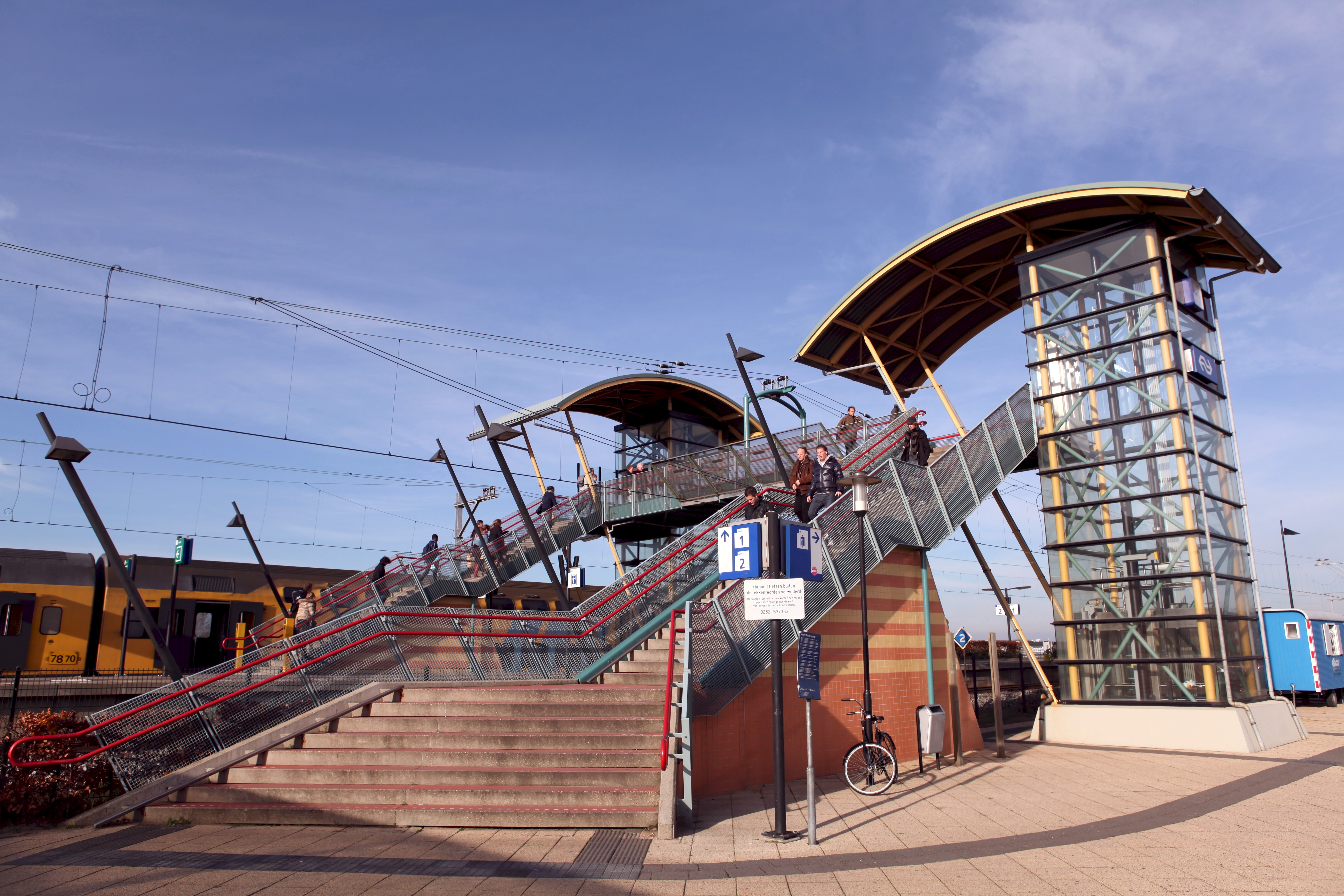
De loopbrug in 2009.
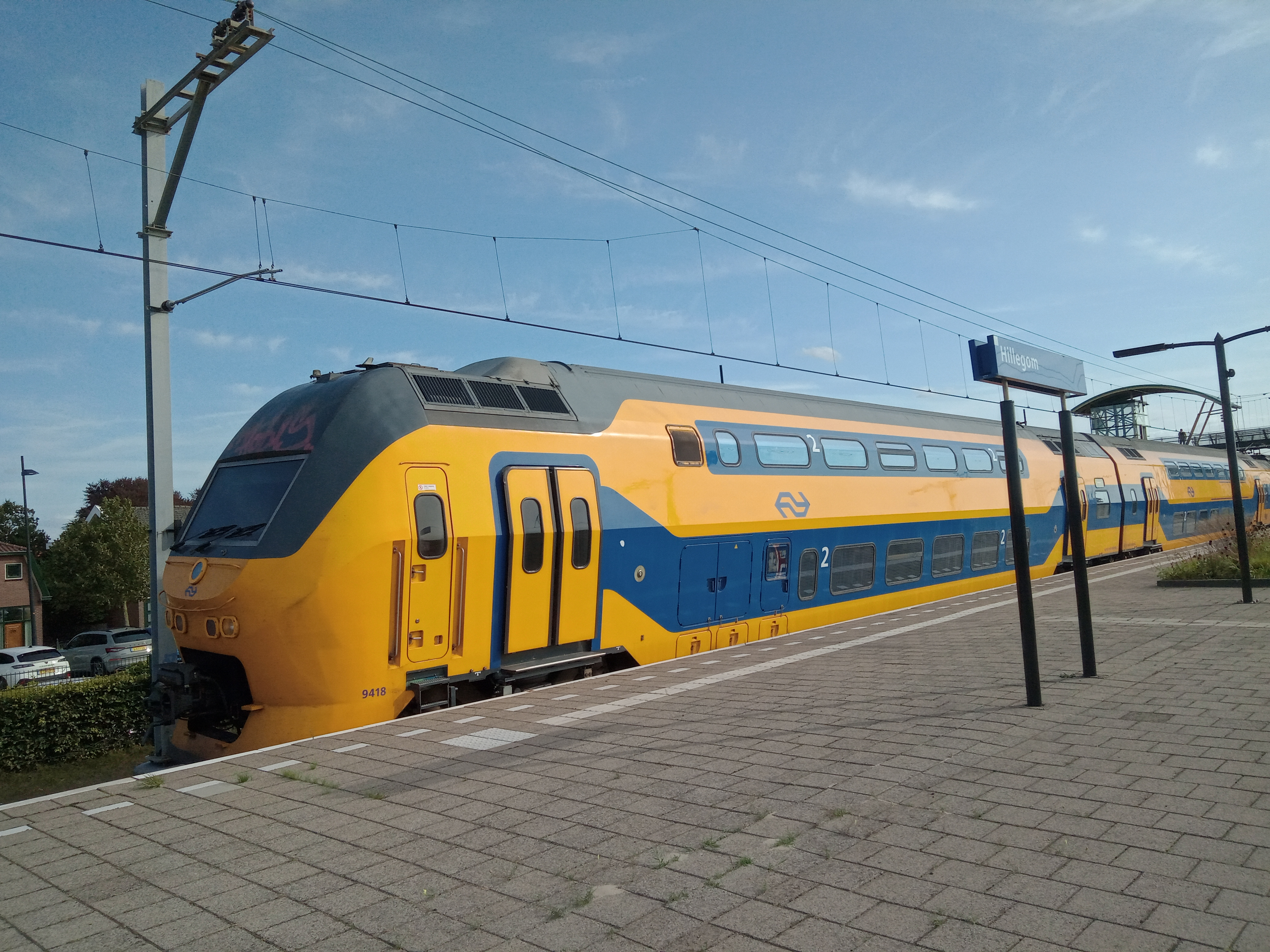
Vanwege de F1 in Zandvoort stopt er een intercity.